# God Seed
A God Seed egy norvég black metal együttes Bergenből. 2009 márciusában alapította a Gorgoroth zenekar két volt tagja, Gaahl énekes és King ov Hell basszusgitáros. Pár fellépés után viszont 2009 júliusában Gaahl kilépett a zenekarból. Az ezt követő időszakban King ov Hell megírta az első album zenéjét és szövegeit az énekessel, Shagrath-tal, és kiadatták az Ov Hell zenekarral. Majd Gaahl 2012-ben visszalépett. Ebben az évben még januárban kiadtak egy koncertalbumot a 2008-as Wackenben lévő koncert felvételeiből és októberben kiadták az első stúdióalbumukat, az I Begint.

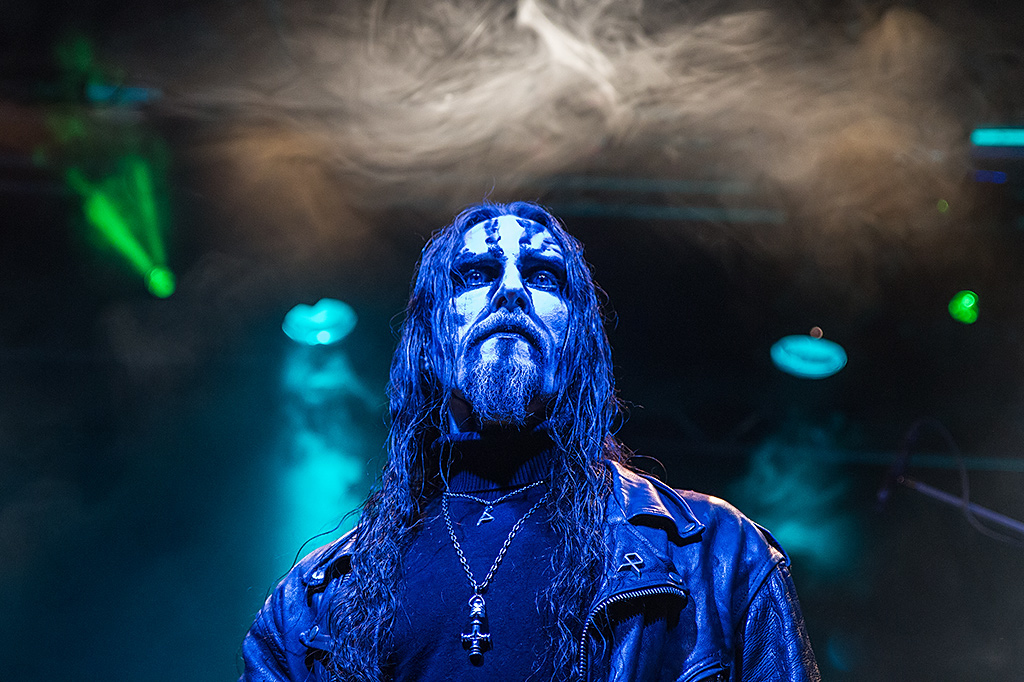
Gaahl

## Története
A Gorgoroth névvitája miatt Gaahl és King ov Hell kénytelen volt megváltoztatni a zenekarnevet, mert a bíróság Infernusnak adott igazat. Szinte új zenekart alapítottak 2009 márciusában God Seed néven. A név ötletét a Gorgoroth album Ad Majorem Sathanas Gloriam egyik dala adta. Amíg Gorgoroth néven futott a zenekar, addig ketten megkezdték az új album előkészületeit. Az új zenekarnév 2009 márciusában lett bejelentve. Az új album várhatóan 2009 végén vagy legkésőbb 2010 elején lett volna kiadva.
2009 nyarán két fesztiválon léptek fel, ez a kettő a Hellfest Summer Open Air és a With Full Force. in summer 2009.
A With Full Force fesztivál elején kiderült, hogy Gaahl énekes lelkesedés hiánya miatt abbahagyja a zenélést a God Seeddel és visszavonul a metal zenétől, amíg King ov Hell végül az Ov Hell projektjét kezdte el Shagrath énekessel, aki a debütáló album dalszövegét írta meg. Végül 2012-ben Gaahl visszalépett a zenekarba és januárban kiadták a Live at Wacken című koncertalbumot, ami a 2008-as Wacken Open Air-en való fellépésük felvételeit tartalmazza. A koncerten szereplő dalokat mind Gaahl és King ov Hell írta 1999-től 2006-ig a Gorgorothban. 

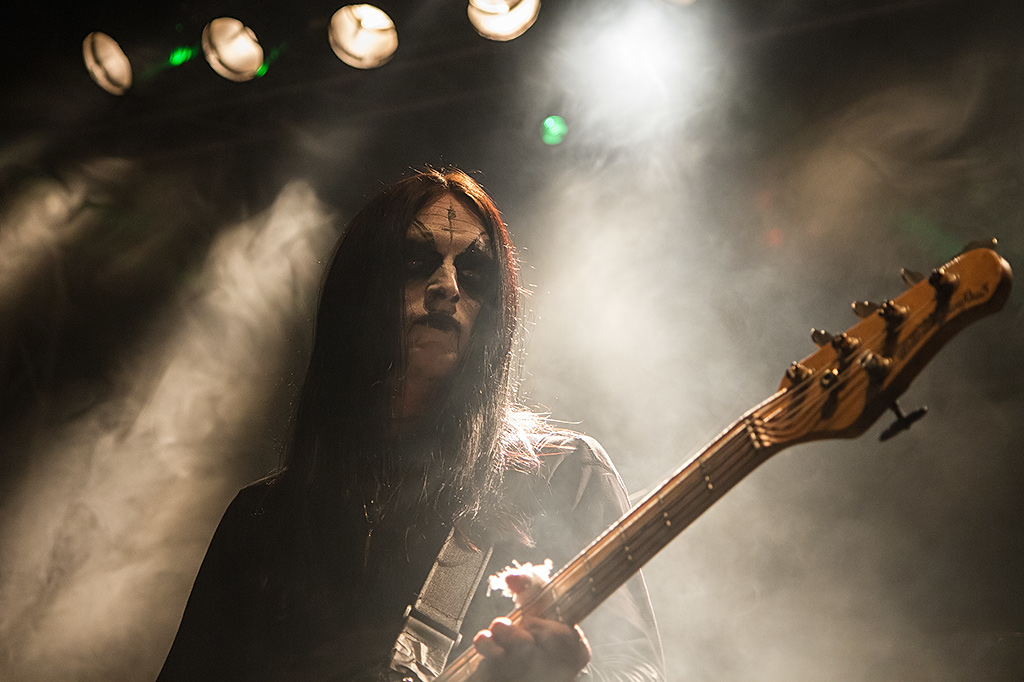
King ov Hell

2012. október 23-án a God Seed kiadatta az első stúdiólemezét I Begin néven.

## Tagok

### Jelenlegi tagok
- Gaahl (Kristian Espedal) – ének (2009, 2012-napjainkig)
- King ov Hell (Tom Cato Visnes) – basszusgitár (2009, 2012-napjainkig)
- Sir (Stian Karstad) – gitár (2012-napjainkig)
- Lust Kilman – gitár (2012-napjainkig)
- Geir Bratland – billentyűk, zajok (2012-napjainkig)[6]
- Baard Kolstad – dob (2015–napjainkig)

### Koncerttagok
- Teloch – gitár (2008–2009)
- Sir – gitár (2009)
- Garghuf – dob (2009)
- Ice Dale – gitár (Wacken 2008)
- Nick Barker – dob (Wacken 2008)
- Kenneth Kapstad – dob (2012-2015)

## Diszkográfia

### Stúdiólemezek
- I Begin (2012)

### Koncertlemezek
- Live at Wacken (2012)

### Kislemezek
- This from the Past (2012)[7]

## Fordítás
- Ez a szócikk részben vagy egészben a God Seed című angol Wikipédia-szócikk ezen változatának fordításán alapul.  Az eredeti cikk szerkesztőit annak laptörténete sorolja fel. Ez a jelzés csupán a megfogalmazás eredetét és a szerzői jogokat jelzi, nem szolgál a cikkben szereplő információk forrásmegjelöléseként.